# 科爾德艾恩 (肯塔基州)
科爾德艾恩（英語：Coldiron）是位於美國肯塔基州哈倫縣的一個人口普查指定地區。

## 人口
根據2020年美國人口普查的數據，科爾德艾恩的面積為0.63平方千米，當中陸地面積為0.56平方千米，而水域面積為0.07平方千米。當地共有人口222人，而人口密度為每平方千米352.38人。